# District de Caicay
Au Pérou, le district de Caicay est l’un des six districts de la province de Paucartambo située dans le département de Cusco.